# Grand Prix moto des Nations 1959
Le Grand Prix moto des Nations, connu également sous le nom de Grand Prix d'Italie 1959 est le sixième rendez-vous de la saison 1959 du championnat du monde de vitesse. Il s'est déroulé sur l'Autodromo Nazionale di Monza du 6 au 8 septembre 1959.
C'est la 37e édition du Grand Prix moto des Nations et la 11e édition comptant pour le championnat du monde.

## Classement final 500 cm³
| Pos. | Pilote                   | Moto      | Temps/Écart       | Points |
| ---- | ------------------------ | --------- | ----------------- | ------ |
| 1    | John Surtees             | MV Agusta | 1 h 05 min 07 s 0 | 8      |
| 2    | Remo Venturi             | MV Agusta | +1 min 13 s 9     | 6      |
| 3    | Geoff Duke               | Norton    | +1 tour           | 4      |
| 4    | Bob Brown                | Norton    | +1 tour           | 3      |
| 5    | Paddy Driver             | Norton    | +2 tours          | 2      |
| 6    | John Hempleman           | Norton    | +2 tours          | 1      |
| 7    | Ernst Hiller             | BMW       | +2 tours          |        |
| 8    | Hans-Günther Jäger       | BMW       | +3 tours          |        |
| 9    | Karl Untersteggaber      | Norton    | +3 tours          |        |
| 10   | Paolo Campanelli         | Norton    | +3 tours          |        |
| 11   | Jacques Insermini        | Norton    | +4 tours          |        |
| 12   | Vasco Loro               | Norton    | +4 tours          |        |
| 13   | Alfredo Milani           | Gilera    | +5 tours          |        |
| Abd. | Emanuele Maugliani       | Gilera    | Abandon           |        |
| Abd. | Roberto Vigorito         | Norton    | Abandon           |        |
| Abd. | Artemio Cirelli          | Gilera    | Abandon           |        |
| Abd. | Luigi Marcelli           | Norton    | Abandon           |        |
| Abd. | Mike Hailwood            | Norton    | Abandon           |        |
| Abd. | Gary Hocking             | Norton    | Abandon           |        |
| Abd. | Giuseppe Mantelli        | Gilera    | Abandon           |        |
| Abd. | Jim Redman               | Norton    | Abandon           |        |
| Abd. | Martinus Van Son         | Norton    | Abandon           |        |
| Abd. | Dickie Dale              | BMW       | Abandon           |        |
| Abd. | Francesco Guglielminetti | Norton    | Abandon           |        |
| Abd. | Eric Hinton              | Norton    | Abandon           |        |
| Abd. | Dino Valbonesi           | Gilera    | Abandon           |        |
| Abd. | Benedetto Zambotti       | Gilera    | Abandon           |        |
| Abd. | Adolfo Covi              | Norton    | Abandon           |        |

## Classement final 350 cm³
22 pilotes au départ
| Pos. | Pilote                | Moto        | Temps/Écart   | Points |
| ---- | --------------------- | ----------- | ------------- | ------ |
| 1    | John Surtees          | MV Agusta   | 54 min 01 s 2 | 8      |
| 2    | Remo Venturi          | MV Agusta   | +11 s 4       | 6      |
| 3    | Bob Brown             | Norton      | +1 min 22 s 2 | 4      |
| 4    | John Hempleman        | Norton      | +2 min 01 s 2 | 3      |
| 5    | Paddy Driver          | Norton      | +2 min 02 s 1 | 2      |
| 6    | Gilberto Milani       | Norton      | +2 tours      | 1      |
| 7    | Alberto Pagani        | Norton      | +2 tours      |        |
| 8    | Horst Kassner         | Norton      | +2 tours      |        |
| 9    | Hans Pesl             | Norton      | +2 tours      |        |
| 10   | Jacques Insermini     | Norton      | +3 tours      |        |
| 11   | Hans Kauert           | AJS         | +4 tours      |        |
| 12   | Martinus Van Son      | Norton      | +4 tours      |        |
| 13   | Hans-Julius Holthaus  | NSU         | +5 tours      |        |
| 14   | Lodovico Facchinelli  | AJS         | +5 tours      |        |
| Abd. | Geoff Duke            | Norton      | Abandon       |        |
| Abd. | Ernesto Brambilla     | MV Agusta   | Abandon       |        |
| Abd. | Libero Liberati       | Moto Morini | Abandon       |        |
| Abd. | František Šťastný     | Jawa        | Abandon       |        |
| Abd. | Dickie Dale           | AJS         | Abandon       |        |
| Abd. | Jim Redman            | Norton      | Abandon       |        |
| Np.  | Eric Hinton           | Norton      | Non partant   |        |
| Np.  | Gianvittorio Ziglioli | ...         | Non partant   |        |

## Classement final 250 cm³
| Pos. | Pilote                | Moto        | Temps/Écart   | Points |
| ---- | --------------------- | ----------- | ------------- | ------ |
| 1    | Carlo Ubbiali         | MV Agusta   | 43 min 51 s 6 | 8      |
| 2    | Ernst Degner          | MZ          | +0 s          | 6      |
| 3    | Emilio Mendogni       | Moto Morini | +33 s 9       | 4      |
| 4    | Derek Minter          | Moto Morini | +33 s 9       | 3      |
| 5    | Luigi Taveri          | MZ          | +46 s 9       | 2      |
| 6    | Tommy Robb            | MZ          | +1 min 17 s 9 | 1      |
| 7    | Gilberto Milani       | Paton       | +1 tour       |        |
| 8    | Arthur Wheeler        | Moto Guzzi  | +1 tour       |        |
| 9    | Mike Hailwood         | MZ          | +1 tour       |        |
| 10   | Geoff Duke            | Benelli     | +1 tour       |        |
| 11   | Adelmo Mandolini      | Moto Guzzi  | +2 tours      |        |
| 12   | Rudi Thalhammer       | NSU         | + ?           |        |
| 13   | Michael Schneider     | NSU         | + ?           |        |
| 14   | Siegfried Lohmann     | Adler       | + ?           |        |
| 15   | Benjamin Savoye       | FB Mondial  | + ?           |        |
| 16   | Günter Beer           | Adler       | + ?           |        |
| 17   | Giordano Bon          | Benelli     | + ?           |        |
| 18   | Gianemilio Marchesani | CM          | + ?           |        |
| 19   | Fabio Ceredi          | Moto Guzzi  | + ?           |        |
| Abd. | Tarquinio Provini     | MV Agusta   | Abandon       |        |
| Abd. | Gianpiero Zubani      | Moto Morini | Abandon       |        |
| Abd. | Gary Hocking          | MZ          | Abandon       |        |
| Abd. | Silvio Grassetti      | Benelli     | Abandon       |        |
| Abd. | Dickie Dale           | Benelli     | Abandon       |        |

## Classement final 125 cm³
20 pilotes au départ
| Pos. | Pilote             | Moto      | Temps/Écart   | Points |
| ---- | ------------------ | --------- | ------------- | ------ |
| 1    | Ernst Degner       | MZ        | 40 min 08 s 1 | 8      |
| 2    | Carlo Ubbiali      | MV Agusta | +0 s 4        | 6      |
| 3    | Luigi Taveri       | Ducati    | +0 s 8        | 4      |
| 4    | Derek Minter       | MZ        | +1 s 5        | 3      |
| 5    | Tarquinio Provini  | MV Agusta | +2 s 6        | 2      |
| 6    | Gary Hocking       | MV Agusta | +7 s 5        | 1      |
| 7    | Alberto Pagani     | MV Agusta | +15 s 4       |        |
| 8    | Mike Hailwood      | Ducati    | +1 min 02 s 2 |        |
| 9    | Hans Pesl          | Ducati    | +1 tour       |        |
| 10   | Arthur Wheeler     | Ducati    | +1 tour       |        |
| 11   | Alessandro Brabetz | Ducati    | +2 tours      |        |
| 12   | Roberto Patrignani | Ducati    | +2 tours      |        |
| 13   | Cas Swart          | Ducati    | +2 tours      |        |
| Abd. | Giuliano Maoggi    | ...       | Abandon       |        |
| Abd. | Alberto Capocci    | ...       | Abandon       |        |
| Abd. | Rocchi             | ...       | Abandon       |        |
| Abd. | Tommy Robb         | Ducati    | Abandon       |        |
| Abd. | Benjamin Savoye    | ...       | Abandon       |        |
| Abd. | Werner Spinnler    | Ducati    | Abandon       |        |
| Abd. | Ulf Svensson       | Ducati    | Abandon       |        |